# Carlos Eduardo Gutiérrez
Carlos Eduardo Gutiérrez Silva (Treinta y Tres, Uruguay, 25 de diciembre de 1976) es un exfutbolista uruguayo. Jugó  de defensa y militó en cuadros de primera división 

## Selección nacional
Ha sido internacional con la Selección de fútbol de Uruguay, ha jugado 5 partidos internacionales, incluso participó en la Copa América 2001, donde su selección terminó en el cuarto lugar.

## Clubes
| Club             | País    | Año       |
| ---------------- | ------- | --------- |
| River Plate      | Uruguay | 1995-2002 |
| Atlético Mineiro | Brasil  | 2002-2003 |
| River Plate      | Uruguay | 2003-2004 |
| FC Rostov        | Rusia   | 2004-2006 |
|                  |         |           |
| Central Español  | Uruguay | 2008-2010 |
| Bella Vista      | Uruguay | 2010-2011 |